# AMItől félsz
Az aMItől félsz (eredeti cím: Afraid) 2024-ben bemutatott amerikai sci-fi horrorfilm, amelyet Chris Weitz írt és rendezett. A főbb szerepekben John Cho, Katherine Waterston, Havana Rose Liu, Lukita Maxwell, David Dastmalchian és Keith Carradine látható.
Amerikában 2024. augusztus 30-án mutatta be a Sony Pictures Releasing. Magyarországon egy nappal korábban, augusztus 29-én jelent meg az InterCom Zrt. forgalmazásában. Általánosságban negatív véleményeket kapott a kritikusoktól.

## Cselekmény
Curtist és családját választották ki az AIA nevű új intelligens otthoni mesterséges intelligencia tesztelésére. A digitális asszisztens megtanulja a család viselkedését és rutinjait. Ugyanakkor önismeretre tesz szert, ami azt eredményezi, hogy túlzottan belebonyolódik a család életébe.

## Szereplők
| Szerep                | Színész             | Magyar hang           |
| --------------------- | ------------------- | --------------------- |
| Curtis                | John Cho            | Varju Kálmán          |
| Meredith              | Katherine Waterston | Sipos Eszter Anna     |
| Marcus                | Keith Carradine     | Dézsy Szabó Gábor     |
| Melody / AIA (hangja) | Havana Rose Liu     | Mikecz Estilla        |
| Iris                  | Lukita Maxwell      | Molnár-Haisz Emese    |
| Villám                | David Dastmalchian  | Karácsonyi Zoltán     |
| Preston               | Wyatt Lindner       | Vizler Deján          |
| Cal                   | Isaac Bae           | Holló-Zsadányi Norman |
| Sawyer                | Bennett Curran      | Miller Dávid          |
| Henry                 | Greg Hill           | Orbán Gábor           |
| Maud                  | Riki Lindhome       | Bozó Andrea           |
| Papa                  | Todd Waring         | Epres Attila          |
| Ben                   | Ben Youcef          |                       |

### Magyar változat
- Magyar szöveg: Tóth Tamás
- Hangmérnök: Csomár Zoltán
- Vágó: Simkóné Varga Erzsébet
- Gyártásvezető: Hódos Edina
- Szinkronrendező: Dóczi Orsolya
- Produkciós vezető: Hagen Péter

A szinkront a Mafilm Audio Kft.  készítette el.

## A film készítése
2022 decemberében bejelentették, hogy John Cho és Katherine Waterston lesz a főszereplője a They Listen című horrorfilmnek, amelyet Chris Weitz írt és rendezett. A filmet Weitz produkciós cége, a Depth of Field készítette, a Blumhouse és a Sony Pictures támogatásával. A producerei Jason Blum és Andrew Miano voltak. 2023 februárjában Greg Hill, Lukita Maxwell, Riki Lindhome és Havana Rose Liu csatlakozott a szereplőgárdához.
A forgatás 2022 decemberében kezdődött Los Angelesben. 2024 júliusában jelent meg a film első előzetese, amelyből kiderül, hogy az új címe Afraid lett.

## Bemutató
A film 2024. augusztus 30-án jelent meg az Amerikai Egyesült Államokban. Eredetileg 2023. augusztus 25-re tervezték.